# Ева Перон
Марија Ева Дуарте де Перон (шп. María Eva Duarte de Perón; Лос Толдос, 7. мај 1919 — Буенос Ајрес, 26. јул 1952), позната по надимку Евита, била је прва дама Аргентине и друга жена председника Хуана Перона.

## Младост

### Хуан Дуарте и Хуана Ибаргурен
Франсоа Уарт (1817-1868), пореклом француски Баск из Беаск Лапита у Аквитанији, одлучује 1855. године да се са својом женом Маријом насели у градићу Ћивилкој, у провинцији Буенос Аирес, где купује хиљаду хектара земље како би се бавио пољопривредом и прехранио своје осморо деце. Међутим, 24. јуна 1868. године Франсоа умире и оставља за собом жену и четворо преживеле деце, три ћерке и сина. Након његове смрти, суд одлучује да презиме, због различитих начина писања (Д’Уарт, Уарт и Дуарт), промени у Дуарте.
Његов једини син, Хуан, рођен 1. новембра 1858. године, са својих девет година преузима многе очеве послове везане за вођење имања. Осим пољопривредом, Хуан се бавио и политиком те временом постаје истакнути члан  конзервативне партије. У међувремену се жени Аделом Уарт, ћерком очевог млађег брата Доминика, и у томбраку се рађа шесторо деце: Аделина, Каталина, Педро, Магдалена, Елоиза и Сузана Елвира.
Због економских проблема, 1907. године закупљује естанцију „Унион“ у Лос Толдосу, главном граду округа Генерал Виамонте у провинцији Буенос Аирес. Већ наредне године, одељење мења власт, а Хуан добија место заменика судије поротника што му доноси велики углед али и  многе обавезе због којих одлучује да се сам, без жене жене и деце, пресели у Лос Толдос.
По пресељењу, упознаје Хуану Ибаргурен, девојку рођену 1894. године која води порекло од шпанских Баска из града Амезгета (у северној шпанској провинцији Гипускоа). Хуана Ибаргурен ради на естанцији коју је закупљивао као куварица. Започињу љубавну романсу и већ 1908. године заснивају породицу, рађа им се прво дете, ћерка Елиза.
Случај да имућан мушкарац има две породице није био усамљен у руралним деловима Аргентине са почетка ХХ века, између осталог, зато што развод није био дозвољен. У прилог томе говори и чињеница да је трећина деце рођене у том периоду било ванбрачно. Међутим породица коју би мушкарац имао са невенчаном супругом била је изложена различитим видовима дискриминације.
У наредних једанаест година рађа им се још четворо деце, 1910. године Бланка, 1914. године Хуан Рамон и 1916. године Ерминда Лухан. У среду, 7. маја 1919. године, рађа се њихово пето и последње дете, Марија Ева. Девојчица је, као природно  дете Хуана Дуартеа и Хуане Ибаргурен, крштена 21. новембра исте године.

### Прве године живота
Радикална странка, након вишегодишњих борби, преузима власт 1919. године. Укидају цензуру и тим потезом успевају да збаце конзервативце са власти и у провинцији Буенос Аирес.
Све то је знатно ослабило положај Хуана Дуартеа, који у страху од могућих економских проблема, прихвата посао управитеља имања у оближњем граду Кироги.
Сели се са у Кирогу, овог пута не сам, већ са Хуаном Ибаргурен и њиховом децом. Остају тамо годину дана па Ерминда тамо уписује основну школу. Међутим, пошто нису остварили жељене резултате, материјално стање се није поправило, враћају се у Лос Толдос.

### Смрт Хуана Дуартеа и селидба у Хунин
Јутра 6. јануара 1926. године, Хуан Дуарте је кренуо из Лос Толдоса у Ћивилкој да узме поклоне које је припремио за своје петоро деце поводом Богојављенске ноћи. На том путу је, услед тешке саобраћајне несреће, погинуо.
Два дана касније, 8. јануара, одржана је сахрана којој су поред обе породице, присуствовали и високи градски функционери. Касније ће многи довести у питање присуство Хуане Ибаргурен и њене деце, под сумњом да им је Адела Дуарте, венчана супруга Хуана Дуартеа, забранила да присуствују церемонији. Међутим, такав развој догађаја није био могућ. Адела Дуарте је умрла 19. септембра 1919. године, више од шест година пре мужа. Осим тога, постоје и изјаве многих очевидаца који одбацују ову тврдњу. Присуство своје породице на очевој сахрани ће, након много година, потврдити Бланка и Ерминда.
Хуана Ибаргурен наставља живот у Лос Толдосу, у кући са свега две собе. Почиње да се бави кројачким занатом како би прехранила породицу. Према сећањима Ерминде Дуарте, Хуана Ибаргурен је радила по цео дан игноришући упозорења лекара да треба да одмара због проблема са венама. 
```
 Ерминда Дуарте се такође у својој књизи „Моја сестра, Ева“ присећа неких анегдота из детињства:
```

“Сећаш ли се да мама није могла да нам купи играчке? […] Ништа ниси тражила. Све си налазила међу дрвећем, травом и птицама. Онда је дошло Богојављење. Могла си од три мудраца да тражиш било коју играчку. […]знала си шта желиш: лутку у природној величини. […] Била је заиста велика и лепа. Али једна нога је била поломљена. Мама ти је брзо објаснила да је пала са камиле једног од мудраца и да јој је зато нога унакажена. Оно што ти мама није рекла је то да ју је купила за неколико новчића, вероватно због ноге. Уместо тога, рекла ти је да су је три мудраца донела теби да бринеш о њој. […] Елиза јој је сашила тако дугу хаљину да је скоро додиривала под. Извеле смо је у шетњу у новој хаљини, ти си држала једну, а ја другу руку.
```
 
[…]Сећаш ли се старог доброг господина Добар дан? Он је био један од оних људи који су толико патили и били понижавани да се чине старији него што заправо јесу. […] Питао је за помоћ. Чим је дошао, ти си прва притрчала да му помогнеш. […] Била си толико маштовита да си га назвала „господин Добар дан“. Не постоји прикладније име зато што је тај поздрав био карактеристичан за њега. […] Не само што би дотрчала прва до њега већ би и направила пометњу у кући када би дотрчала до маме тражећи јој да да нешто старом господину Добар дан. А мама, која је чинила чуда да би ми имали оно што је неопходно, никада није одбила да му помогне. Сећам се како смо трчали назад са нечиме за њега, али пошто си била најспретнија, стизала си увек прва.”
[
2
]
```

Осмогодишња Ева креће у школу у Лос Толдосу. Похађа је две године, тачније до 1930. године када се породица сели у Хунин (погледати: Прилог 1) где посао проналазе: Елиза као службеница у пошти, Бланка која по завршетку школовања у Брагаду добија место учитељице у Католичкој школи и Хуан који постаје продавац у локалној апотеци.
```
 У Хунину, Ерминда и Ева настављају школовање, Ерминда уписује средњу школу док је Ева још увек у нижим разредима основне.
```

Материјално стање породице се временом поправљало па се 1932. године породица сели у бољу кућу у којој Хуана Ибаргурен отвара неку врсту ресторана како би људи које је посао довео у Хунин могли да уживају у домаћим специјалитетима. Отварање ресторана Хуани помаже да уда Елизу за мајора Алфреда Аријета и Бланку за доктора правних наука Хуста Хозеа Алвареза Родригеза. Породица 1934. године прелази у другу кућу, такође у Хунину.

### Школовање
Ева није имала већих потешкоћа у школи, ако се изузме математика. Показивала је интересовање за глуму, певање и рецитовање. Када би дан био кишовит, Ева би молила своју учитељицу да оде до млађе деце и забави их причама и песмама. Сваког дана, после школе, би са Ерминдом обилазила парализовану жену и забављала је певајући, плешући, правећи пируете и смешне изразе лица. 
Иако је још увек била у основној школи, било јој је дозвољено да се придружи групи младих глумаца из Ерминдине средње школе и са њима учествује у представи “Напред, студенти”. Такође учествује у још једној представи која се изводи како би се скупио новац за школску библиотеку.
Бланка ће се децембра 1997. године у свом спису “Наш стварни живот”  присећати тренутка када се по први пут глас њене најмлађе сестре јавно емитовао:
“[…] Током поподнева у Хунину, локална продавница музичке опреме поставила би звучнике на ћошку испред продавнице. По први пут, Евин глас је емитован тако да га сви чују. На њеном репертоару нашло се неколико песама, рецитовала их је истом уверљивошћу и професионализмом који ће јој касније помоћи да покори престоницу као глумица. Још као дете је показивала запањујућ таленат. У почетку смо мислили да је њена жеља да постане глумица само детињарија. Али њена истрајност у борби за свој сан проузроковала је многе проблеме у кући. Мајчино противљење Евином сну заснивало се на њеној потреби да заштити своје дете.”
Ева 1934. године завршава основну школу, одлучује да не настави школовање него да се посвети свом сну. Жели да учествује на такмичењу младих талената које се одржавало у Буенос Аиресу. На наговор брата будућег Бланкиног мужа, мајка јој то допушта. У Буенос Аирес долази у пратњи мајке и убрзо има наступ на радију, после којег јој нуде посао због којег је неопходно да се пресели у главни град. Хуана смешта своју петнаестогодишњу ћерку код својих пријатеља, породице Бустаменте и враћа се кући.
Постојало је веровање да је Ева побегла у Буенос Аирес у пратњи танго певача Агустина Магалдија, међутим, Магалди у то време није имао наступе у том делу Аргентине па њихов сусрет није био могућ.

## Живот у Буенос Аиресу

### Глумачка каријера
Због економске кризе, почетком тридесетих година, цена пољопривредних производа и животних намирница знатно пада што доводи до велике незапослености у руралним деловима земље и масовних миграција из села у град . Староседеоци Буенос Аиреса су досељенике, због њиховог изгледа, погрдно називали зебама .
Ева Дуарте се 3. јануара 1935. године сели у Буенос Аирес и убрзо се придружује Аргентинском друштву комедијаша. Двадесет и осмог марта 1935. године, Ева Дуарте има прву представу као професионална глумица. Игра малу улогу у комаду “Госпођа Перез” за коју добија похвале критичара. Са Аргентинским друштвом комедијаша до јануара 1936. године, када одлази из друштва, игра у још три представе: “Свака кућа је свет”, “Гђа Сан Жин” и “Дама, витез и лопов”. У том периоду живи скромно, а друштво јој у престоници прави брат Хуан, познатији под надимком Хуансито, који је у Буенос Аирес дошао неколико месеци пре ње.
У мају 1936. године креће на четворомесечну турнеју по Росарију, Мендози и Кордоби. Ева у једном локалном листу Росарија добија похвалу за комедију о првом оснивању Буенос Аиреса, “Госпа Марија од Буенос Аиреса” . У јулу исте године први пут се појављује на насловној страни тог часописа. У децембру глуми у представи “Невини”, а почетком 1937. године је изводи и у Монтевидеу, у Уругвају. У марту добија похвале за представу “Нова Колонија”, међутим, представа не наилази на подршку публике. 
Пјетра Делеси (глумица која је ангажовала Еву 1937. године), присећајући се њиховог познанства, говори о томе како се Ева слагала са свима, причала би, смејала се и пила мате чај, који би Пјетра спремала у својој гардероби, са другарицама. Такође каже и да је Ева долазила рано у позориште и куповала кекс. Међутим, била је тако мршава и слабашна да је глумица морала да јој скрене пажњу на то да треба више да једе и брине о себи.
Ева наставља да глуми у позоришту иако у августу прихвата да глуми у филму “Секунде напољу”.

### Појављивање на филмском платну
Тих година, Ева постаје све признатија у свету уметности, марта 1938. године, са деветнаест година, примљена је у Аргентинску асоцијацију глумаца. Слика се за насловнице часописа посвећених забави, такође глуми и у другоразредним филмовима попут историјске драме “Само Валијант” из 1940. године. Не појављује се често на филмском платну, тако да следећи филм,  “Најнесрећнији човек у граду” , излази 1941. године. Ева има још једну краћу улогу у филму “Млада у невољи” који почиње да се приказује наредне 1942. године. Прву већу улогу добија 1944. године у филму “Циркуска кавалкада” у којем је главну улогу имала Либертад Ламарк. Једном приликом, током снимања, Либертад Ламарк је ошамарила Еву. Тај догађај ће касније бити повод за веровање да је Ева, након што је постала утицајна личност у свету политике, забранила Либертад, која је у то време живела у Мексику, повратак у Аргентину и приказивање њених остварења. Међутим, сама Либертад Ламарк ће, четрдесет и две године касније, у својој аутобиографији порећи ове тврдње рекавши да јој је сметало Евино кашњење на снимања као и честа недолажења. 
Ева се на филмском платну последњи пут појављује 1945. године, када има главну улогу у филму “Дарежљива жена”. Глуми богату жену која на крају филма одлучује да оде у планине како би помагала сиромашнима. Филм је исте године забрањен у Аргентини и све копије су одузете. (Филм није садржао еротске сцене нити сцене у којима је Ева оскудно одевена.) Остала је сачувана само копија чувана у главном граду Уругваја.

### Каријера на радију
```
У исто време када јој је понуђена улога у филму, Радио Белграно јој нуди улогу у радио театру “Бело злато”, посвећеној свакодневици радника на плантажама памука у провинције Чако. У јануару 1939. године са колегама оснива глумачко друштво. Прво што су урадили био је радио театар “Јасмини осамдесетих”. Од 1941. снима радио театре за Радио Свет. Са Радио Белграном потписује 1943. године петогодишњи уговор и почиње да ради на емисији посвећеној женама које су обележиле историју. Неке од жена чије биографије је обрадила су Елизабета I и Катарина Велика.
```

Трећег августа 1943. године оснива синдикат радника запослених у радио станицама, а 6. маја 1944. године, бива изабрана за председницу.
Од 1941. године, њено материјално стање се поправља па 1942. године купује стан у луксузном насељу Реколета.

## Долазак Хуана Перона на власт

### Хуан Доминго Перон
Двадесет и другог јануара 1944. године Хуан Доминго Перон који се налазио на челу Секретаријата за рад и социјалну заштиту организује добротворну приредбу на стадиону Луна парк, сакупљени новац намењен је жртвама земљотреса који је седам дана пре уништио 90% територије андског града Сан Хуана. На приредбу су позване многе познате личности међу којима и Ева Дуарте. Те вечери започиње романса између Еве и двадесет и четири године старијег Хуана који иза себе има један брак окончан 1938. године смрћу његове жене Аурелије Тизон (умире од рака материце).
Хуан и Ева, иако живе заједно још од фебруара, своју везу потврђују деветог јула на прослави поводом Дана независности.

### Група уједињених официра
Перон је као министар за рад написао планове за радничка права (право на компензацију након безразложног отпуштања, годишњи бонус, плаћени годишњи одмор) и организовао еснафе тамо где није било синдиката. 
Ева за то време води, на Радио Белграну, програм “Ка бољој будућности” који је величао успехе Револуције из 1943. године који се емитовао у јутарњим часовима, програм “Бура” у после подневним часовима и у вечерњим часовима програм “Краљица краљева”. Након Марша за устав и слободу (одржаног 19. септембар 1945. године, на којем је учествовало 200 000 људи, махом из средње и више класе, предвођених педесеторицом вођа опозиционих партија), који је организовао амерички амбасадор, војници из војног логора Мајски парк трже 8. октобра да председник Фарел затражи оставку Перона заслужног за већину успеха владе. Пошто су се војници из Мајског парка окренули против њега, под притиском јавног мњења, опозиције, америчке амбасаде и универзитета, Перон без борбе подноси оставку. Хапсе га 12. октобра.
Остало је сачувано његово писмо Еви од 14. октобра у којем говори како је затражио од Фарела да убрза његово повлачење и обећава јој да ће се венчати и отићи негде да живе у миру чим изађе. Ако га повуку, обећава да ће се венчати већ следећег дана, а ако не онда ће ствари уредити другачије како би избавио Еву из беспомоћне ситуације у којој се нашла.
Чим се прочула вест о Пероновом хапшењу, почело се са организацијом протеста приликом којих ће се тражити његово пуштање. Између 250 000 и 350 000 људи је 17. октобра изашло на улице. Не слажу се сви историјски извори о овом догађају око улоге коју је у њему имала Ева Дуарте. Неки наводе да је позивала људе на протест, неки да је само учествовала у њему, а трећи да уопште није учествовала. Ева тада није имала контакте у синдикатима и Министарству рада који су били главни актери протеста. Она никада није потврдила да је била организатор, већ је истицала да је за Пероново ослобађање захвална народу који је тог дана изашао на улице.
Перона пуштају исте вечери и он са балкону Ружичасте куће  објављује да ће убрзо бити одржани председнички избори на којима ће бити изабран за кандидата Лабуристичке парије. Са Евом склапа грађански брак 22. октобра у Хунину, а црквени 10. децембра у цркви Светог Фрање Асишког у Ла Плати.

### Предизборна кампања и избори
```
 По први пут у историји Аргентине, председничког кандидата, током предизборне кампање, прати жена. Ева чак 8. фебруара 1946. године, неколико дана пред изборе, покушава да одржи говор уместо Хуана (који је због болести био спречен да дође) на скупу на Луна парк стадиону. Окупљене жене, које су дошле да подрже кандидатуру Перона, који је раније предложио да  им  се да  право  гласа, ометале су говор и тражиле да се Перон појави кличући “Хоћемо Перона!”.
```

Перон на изборима 24. фебруара 1946. године осваја 54% гласова, док другопласирани кандидат осваја 7% гласова мање. Међутим изборни закон му омогућава да освоји 13 провинција, све осим Коријентеса, две трећине Представничког дома и скоро цео Сенат.

## Први мандат

### Улазак у свет политике
По ступању Перона на дужност, Ева прелази да ради у згради Главне поште где се састаје са радницима којима помаже да стекну боље услове за рад. Крајем септембра, премешта се у Перонову канцеларију у Секретаријату за рад и социјалну заштиту како би несметано могла да се састаје са радницима и како би била у могућности да на бржи начин реши проблеме и несугласице. У почетку, Ева о свему брине сама, међутим, апела за помоћ било је све више па јој помоћ постаје неопходна те јој се на услузи нашао министар рада. Већ од октобра, интензивира посете фабрикама и сиромашним насељима, у Кордоби отвара и једну поликлинику за раднике железнице коју је изградио Секретаријат за рад. Евиној посети северној провинцији Тукман, присуствује толико људи да полиција није у стању да их све контролише због чега је неколицина задобила лакше повреде. 
Све бројније обавезе доводе до продужетка радног времена. Ујутру би, у резиденцији примала најугроженије, а затим би одлазила у Секретаријат и тамо се састајала са представницима синдиката и сиромашнима који су је чекали уколико би она накратко изашла да обави неку протоколарну активност. Средом би Перон примао синдикалце које је би му Ева, која је ретко присуствовала тим састанцима, доводила. Имала је паузу за ручак око 14 или 15 часова, а када би имала превише обавеза, пауза је одлагана за 18 часова. Одлазила би кући тек када би сви који су тог дана дошли били збринути.
Остало је упамћено и то да су за значајне датуме, Еви многи слали цвеће. Пошто јој цвеће није било потребно колико и новац за нове радове, имала је договор са особљем да када Перон (којем се ова идеја није свиђала) заспи, позову цвећара и препродају цвеће.
Јануара 1947. године, почело се са реализацијом пројекта дечијег туризма, група радничке деце послата је на путовање у планине Кордобе, а на лето, деца су послата на море. У току је била и изградња поликлиника намењена радницима запосленим у текстилној и стакларској индустрији. Петсто најугроженијих породица добило је новчану помоћ од државе. Осим новчане, пружана је помоћ и у натури, па је за сиромашне набављана храна, одећа, али и ствари намењене за опремање домаћинства. Истог дана када су јој се на тешке животне услове пожалили становници једне сиротињске четврти, Ева их је обишла и обезбедила свим породицама нови смештај за мање од месец дана.

### Европска турнеја
Почетком 1947. године, одлучено је да се Ева, као амбасадорка добре воље, пошаље на турнеју по Европи како би се боље упознала са европским системима социјалне заштите и касније их прилагодила и применила у својој домовини. Штампа турнеји додељује назив “Дуга” по слици коју Ева користи приликом посете Шпанији. 
Турнеја започиње 6. јуна, доласком у Мадрид. Еву и њену делегацију дочекује  око 3 000 000 симпатизера, на челу са Франциском Франком и његовом женом Кармен Поло са којом Ева нема најбољи однос. Кармен није имала лепо мишљење о радницима, шта више, кривила их је за грађански рат и погрдно називала „црвени“, а Еви, која је током посете обилазила и радничка насеља и делила деци новчанице од 100 пезоса, такво понашање било је неприхватљиво. Помаже сину комунистичке осуђенице да се његовој мајци смртна казна преиначи у затворску. Франко, којег је критиковала због недостатка демократије у земљи и бројних политичких затвореника, уручује јој Орден Изабеле католичке (највише шпанско одликовање), а она, у знак захвалности шпанском народу, обећава да ће обезбедити пошиљку пшенице.
```
 У Риму тих дана, комунисти протествују против фашизма, али ништа је не омета у намери да се сретне са радницима, министром спољних послова и другим представницима владе. Организован је и сусрет са папом Пијем XII, са којим води двадесетседмоминутни разговор у четири ока, након којег јој папа поклања бројаницу. Одустало се од посете Великој Британији пошто се краљевска породица одлучила да оде на одмор у Шкотску.
```

Турнеју наставља у Португалу где се састаје са највишим државним званичницима. У Паризу се састаје са Винсентом Ориолом и присуствује потписивању трговинског споразума о куповини  пшенице. Њен лични исповедник, Хернан   Бенитез, је  упознаје са будућим папом Јованом XXIII, донира средства за обнову луке Брест након експлозије, сусреће се са Шарлом де Голом и прима Легију части.
Након тога, одлази у Швајцарску. Ову посету аргентинска опозиција користи како би у медије пласирала причу о постојању рачуна у швајцарској банци са којег је Ева том приликом подигла новац.
На путу кући, посећује и Бразил где присуствује једној министарској конференцији и Уругвај где се састаје са бројним званичницима.
У Аргентини јој 23. августа многобројне присталице приређују свечани дочек.

### Фондација “Ева Перон”
Деветнаестог јуна 1948. године званично је основана Фондација “Ева Перон”. Прву донацију, 10 000 пезоса, уплатила је сама Ева. 
Влада, такође, прослеђује средства намењена за друштвена доброчинства фондацији, што није било ништа необично  (постојао је низ закона којима се обезбеђивао прилив средстава, на пример,  3% пореза на добитак у кладионици и казне за коцкање одлазиле су у ове сврхе). Свој прилог дају синдикати, предузећа и појединци. Укупно, око 70% новца долази од радника који се често одричу дела својих зарада.
У периоду од 1948 до 1952. године, фондација запошљава 14 000 жена, пружа смештај за 500 жена које раде у Буенос Аиресу (а  у њему не живе), отвара ресторане са ниским ценама намењене радницима (Ева их често посећује), донира медицинска средства болницама широм земље, гради двадесет и једну болницу   (са укупно 22 650 болесничких кревета), Дечији град (смештај за сирочиће до 7 година), Студентски град у Буенос Аиресу (за студенте из унутрашњости) пет старачких домова. Израђује се план за изградњу 100 нових школа. Подигнута су и два нова насеља, Председник Перон и Град Евита (куће су поређане у облику Евиног профила који је из ваздуха јасно уочљив) у којима дом проналази 25 000 породица.
Фондација шаље помоћ у виду хране, лекова и одеће у још 20 земаља погођених природним непогодама.
Како би се промовисао спорт, 1948. године, организују се Дечије игре. Деца су се прво такмичила само у фудбалу, а касније и у многим другим спортовима, а фондација деци обезбеђује 30 000 бесплатних прегледа.
Остала је забележена анегдота о оцу који је дошао да од Еве, која је контролисала све послове фондације, затражи да његовог сина пошаље у Америку на лечење. Након што је доктор прегледао непокретног дечака, пришао је Еви и рекао да ништа није могуће учинити за њега пошто је дошло до оштећења кичмене мождине. Ева је ипак одлучила да пошаље дечака у Америку уз образложење да не жели да отац пати зато што није имао довољно новца да обезбеди сину лечење, овако ће бити сигуран да је учинио све што је могао и да он није крив што ће му син остати парализован до краја живота.

### Борба за права жена
Три дана након избора, 27. фебруара 1946. године, Ева држи свој први политички говор и тражи право гласа за жене. Средом у девет сати ујутру, се обраћа женама и позивала их на заједничку борбу за опште право гласа, организује протесте, штампа пропагандне плакате и флајере.
Ова борба до тада је била неуспешна  и резервисана пре свега за жене из више и средње класе.
Иако је предлог закона о изједначавању политичких права мушкараца и жена презентован влади 1. маја 1946. године, због противљења конзервативних политичара (и из опозиције и из редова перониста), донесен је 23. септембра 1947. године на свечаној церемонији која се одржава на Мајском тргу. Председник, након потписивања, закон уручује Еви која се одмах након тога обраћа окупљеним женама и захваљује им на дугој и истрајној борби  за закон од неколико редова.
Средином септембра, Перонистичка партија се реорганизује како би се омогућило стварање још једног њеног огранка, Перонистичке феминистичке партије. Ова партија оснива се тек две године касније, крајем септембра 1949. године, а Ева је изабрана за председницу.
Ева и након овог успеха наставља са критикама, противи се томе што жена нема у скупштини, влади, међународним организацијама, великим корпорацијама и тајним друштвима, сматра да је свет у потпуности подређен мушкарцима. У међувремену, успева да се избори да нови устав из 1949. године загарантује правну равноправност супружника.
Прилика да се у Аргентини жене прикључе, неким од тих институција била је на видику. Редовни председнички избори требало је да се одрже 11. новембра 1951. године.

## Други мандат

### Болест
У јануару 1950. године Ева пада у несвест на једној прослави након чега је успешно оперишу због упале слепог црева, али већ тада се појављују симптоми опасније болести. Једна од собарица позива Евиног доктора говори му да је у неколико наврата приметила да Ева има хеморагије. Доктор позива Еву како би се боље распитао о њеном здравственом стању. Ева том приликом одбија да оде на предлог пошто нема довољно времена за то. Почиње да осећа болове у абдомену и све се брже умара. 
Дијагностикују јој рак грлића материце (дијагноза која се од ње крије) у поодмаклој фази. Новембра 1951. године, шест дана пре избора подвргли су је хистеректомији. Операцију је требало да обави аргентински лекар, међутим, доведен је амерички лекар који одлази пре него што се Ева буди. Током операције је утврђено да се рак проширио на друге делове тела тако де се стање погоршало па она почиње све више да губи на килажи. Како се она не би бринула, њен помоћник, Атилио Ренци, померао је казаљку на ваги,  некад би толико много померио да је изгледало као да добија на килажи.
У овом периоду пише аутобиографију “Разлог мог живота” која ће убрзо бити уврштена у школску лектиру. 

### Кандидатура за место потпредседнице
На изборима 1951. године, синдикалисти, како би себи обезбедили некога ко ће се у влади залагати за њихове интересе, предлажу да Ева буде кандидат за место потпредседнице. Овај предлог прави дубок раздор између перониста левичара и перониста десничара који се не мире са идејом да би Ева могла добити још већи утицај него што је до тада имала. На скупу, 22. августа, представници трговачких синдиката званично је моле да прихвати кандидатуру, Ева не желели одмах да им одговори већ тражи да јој дају четири дана да размисли о понуди. Пошто присутни веома бурно реагују, Ева покушава да их убеди да ће донети одлуку у складу са вољом народа али ипак тражи време како би размислила о свему. Иако су неки ове речи протумачили као пристанак, Ева девет дана касније саопштава својим безкошуљашима (како је називала раднике) да одбија кандидатуру.

### Избори 1951. године
Два месеца пре избора, покушан је државни удар, неколицина пензионисаних и активних официра тражи  подршку војника из војног логора Мајски камп како би сменили власт. Међутим, убрзо их откривају, овом догађају ни штампа не посвећује велику пажње. Ева на ова дешавања реагује тако што окупља одане људе који ће јој бити од помоћи у случају да се поново покуша нешто слично.
По први пут, тог 11. новембра, жене излазе на биралишта. Ева, тек оперисана, гласа из своје постеље. На изборима, Перон осваја преко 60% гласова. Седмог маја, на 33. рођендан, Ева добија титулу Духовног вође нације. Почетком јуна 1952. године Ева се последњи пут појављује у јавности, присуствује инаугурацији свог супруга. Није била довољно јака да би могла да стоји па јој је направљено постоље које ће је држати у усправном положају. Имала је око 36 килограма (била је висока 165 cm). Касније је откривено да је пре тога подвргнута (против своје воље) лоботомији. 

### Последњи дани
```
Последње дане свог живота, Ева проводи у једној од соба председничке резиденције. Муж јој ретко навраћа у посету, али је окружена породицом, мајком Хуаном, сестрама и братом. Посећује је и исповедник Хернан Бенитез, ипак, највише времена, због посла, проводи поред Атилија Ренција. О њој брину младе медицинске сестре које су радиле за фондацију.
```

```
 И из болесничке постеље успева да контролише рад фондације, иако болесна још увек се састаје са синдикалцима. У тренуцима слободног времена, често тражи да јој пуштају филм“Дарежљива жена” у којем је играла главну улогу седам година раније. Скоро до последњег дана диктира књигу “Моје поруке”.
```

```
Толико је ослабила да више не устаје из кревета. Први пут је пала у кому 18. јула, а шест дана касније, једна од болничарки   која се није одвајала од ње током ноћи, чује њене последње речи. Ева говори да јој је још мало остало, на шта јој болничарка одговара да је у праву, још мало је остало да од купатила дође до кревета. Ева на то додаје да је мислила да је њој још мало остало. Болничарка је смешта у кревет и брише јој сузе платненом марамицом која се налазила испод јастука. Ту марамицу болничарка је сачувала и касније поклонила музеју.
[
6
]
```

## Смрт

### Смрт и сахрана
Двадесет и шестог јула 1952. године у 20 часова и 25 минута, Марија Ева Дуарте де Перон умире, или, како су медији то пренели, закорачује  у вечност. Проглашава се 30 дана жалости. Заставе се спуштају на пола копља. Министарство рада  проглашава 3 нерадна дана. Сатови на многим трговима заустављају се  на 20:25 часова. Цвећаре у близини Буенос Аиреса остају без цвећа.
Народ  почиње де се окупља, а разићи ће се тек након сахране. Перон обећава да ће Евино тело бити изложено довољно дуго да сви који то желе стигну да се опросте од ње. Да би све прошло како ваља, одмах се позива Педро Ара који је требало да, по Пероновој жељи, балсамује Евино тело. Перон захтева да се посао добро обави и да тело изгледа као да Ева спава. Тело се током процеса потапа у парафин како би се заштитило од кисеоника и како би се узео отисак за посмртну маску и саркофаг који је требало да буде чуван у споменку чија градња је увелико планирана. Као узор је послужила Палата инвалиди, а споменик је требало да надвиси Кип слободе у Њујорку. 
До сахране, Евино тело је изложено у Министарству рада. Поред ковчега пролазе милиони Аргентинаца. Осам особа које су желеле да приђу Евином ковчегу изгубиле су живот у гужвама које су владале улицама, а 2 000 особа је теже и лакше повређено. 
Министар здравља, Рамон Кариљо, наручује свећу високу 165 cm, колико је и Ева била висока. Палио је сваког двадесет и шестог у месецу на само сат времена па је очекивао да ће свећа потрајати 100 година. Народ упућује папи Пију XII молбу да Еву прогласи за светицу.
Сахрана, уз све државне почасти, одржава се 11. августа, присуствује јој два милиона људи. Цвеће је, током поворке, бацано са зграда поред којих ковчег пролази. Због цвећа, буке и венаца неким улицама било је немогуће нормално се кретати.

### Војна хунта
Априла 1953. године, долази до сукоба око снабдевања Буенос Аиреса месом, Перон зато наређује да се спроведе истрага. Дошло се до закључка да иза сплетке стоји Хуан Дуарте, Евин млађи брат и Хуанов лични секретар, који после инцидента подноси оставку. Три дана касније, Хуан Дуарте нађен је мртав. Као узрок смрти наводи се самоубиство.
Неколико дана касније, током Пероновог говора, експлодирало је неколико бомби, група људи напала је седишта опозиционих партија. Многи опозиционари су том приликом ухапшени. Тада Перон предлаже мировну иницијативу како би придобио опозицију, неке од њих је пустио из затвора. Перон ситуацију окреће у своју корист и на следећим изборима односи убедљиву победу, са освојених 62% гласова. У свом трећем мандату, стабилизује инфлацију и цене, приближава се САД, али се сукобљава, крајем 1944. године, са црквом. Црквене великодостојнике назива контрашима и доноси низ закона којима  се црква снажно противила (дозвољен је развод, веронаука више није била обавезан предмет, држава више не финансира приватне (католичке) школе). Демонстранти једне црквене процесије, оптужени су за паљење заставе која је, заправо, запаљена у оближњој полицијској станици. Уследио је покушај ликвидације Перона, бомбардован је Мајски трг, а пролазници су убијани. Перонове присталице су, због тога, током ноћи, палиле цркве. Паљење цркава оставило је јачи утисак тако да је Перон морао да попусти. Одлучује да реформише владу и са кључних положаја  уклања своје дугогодишње сараднике. 
Перон, поред осталог, губи поштовање народа. Иако шездесетогодишњак, дружи се са средњошколкама, а једну четрнаестогодишњакињу усељава у председничку резиденцију и водио са собом на јавне догађаје. Откривен је тунел испод резиденције, којим су девојке стизале до њега. Све то, резултирало је тиме што народ не излази на улице да брани Перона приликом следећег државног удара, 1955. године. Перон се тада предаје без борбе и тражи азил у Парагвају. 
Пошто ни Лонарди, који државним ударом долази на власт, не успева да деперонизује земљу, нови привремени председник, Педро Арамбуру предузима драстичне мере. Оснива комисију која ће истражити злочине перонистичког режима,  забрањује рад Фондације “Ева Перон”, уништава све што је на себи имало лого фондације (од медицинских апарата до кревета), забрањује сва перонистичка обележја.
```
Двадесет и четвртог новембра 1955. године, Арамбуруови војници упадају у зграду Секретаријата за рад и краду тело Еве Перон које је ту било чувано.
```

### Повратак
Шеснаест година није се знало шта се десило са Евиним телом. Кружиле су разне гласине: да је направљено неколико реплика тела од воска и послато на више локација да се не би знало које је право, да је тело бачено у реку Парану или сахрањено без имена на другој локацији. Евине сестре и мајка, које су, такође, отишле у егзил са Хуаном Пероном, писале су молбе истакнутим људима широм света да им помогну у проналажењу сестре. Хуана Ибаргурен је умрла не дочекавши да сазна шта се десило са њеном најмлађом ћерком. 
У Пуерта де Хиеро, Пероново место боравка, стигле су вести да је откривено где се налазе посмртни остаци његове супруге. Ева је била сахрањена у Милану, од 17. маја 1957. године, под лажним именом Марија Мађи. Карлос Мађи, измишљени брат Марије Мађи, затражио је 1973. године ексхумацију и превезао тело у Шпанију, у Перонову кућу у којој је живи са својом трећом женом, Маријом Естелом, познатијом као Изабела.
Када је ковчег отворен, Перон је идентификовао тело  и сместио га на трпезаријски сто. Један од присутних приликом предаје тела, забележио је да је Перон у тим тренуцима био веома уздржан, чак и равнодушан. Тело је прво очишћено од прљавштине. Утврђено је да недостаје последња фаланга средњег прста на левој руци, на носу је постојало велико удубљење, примећени су трагови удараца по лицу, грудима и леђима, колено је било веома оштећено. Стопала су била у веома лошем стању. Касније се дошло до сазнања да су повреде на стопалима настале услед држања тела у вертикалном положају док је било у Војној обавештајној служби, а удубљење на носу, највероватније, због чувања у тесном ковчегу. Такође се дошло до података о томе где се тело чувало првих дана након што је отето (било је возано по Буенос Аиресу, али где год би се нашло, појављивале су се свеће и цвеће).
Перон се вратио у Аргентину 1974. године, а тело своје бивше супруге, оставио је у Мадриду. На следећим изборима однео је победу, али 1. јула 1974. године умире. Наследила га је друга супруга Изабела Перон која је вратила Евине посмртне остатке у Буенос Аирес и позива рестаураторе да санирају штету насталу у периоду од 1955. до 1974. године.
Ева је сахрањена на гробљу Раколета, у породичној гробници фамилије Дуарте.

### Ситуација данас
Крајем деведесетих година, у јавност излази жена која тврди да је ванбрачна ћерка Еве Перон, Нилда Аргентина Куартући, рођена 26. октобра 1940. године. Њен отац био је Педро Куартући, познати глумац који је са Евом глумио у једном филму.
```
 Пошто породица Дуарте одбија Нилдин захтев да ураде ДНК тест, она одлучује да од суда затражи помоћ. Тадасе у причу укључују и историчари који долазе до сазнања да Ева у периоду када је Нилда рођена, није престајала са радом. Оно што нису очекивали је сведочење Нилдине ћерке Роксане која је успела да интервјуише Хернана Бенитеза, пре његове смрти. Када се појавио на интервјуу, питао је каква је она то унука када није загрлила бисту своје баке. Када се осврнула, видела је да се у просторији налазила Евина биста. Ову тврдњу, подржава и једна биографкиња. Она је тражила писма у којима се Ева спомиње, у жељи да их објави у књизи. Када је питала Бенитеза за помоћ, дао јој је писмо које је упутио Бланки Дуарте. У писму говори о детаљу који ће историчари занемарити иако је он кључан за тумачење Евиног лика. Спомиње га као невероватно болан и пресудан у одлуци да се она касније посвети хуманитарном раду. Многи Евини познаници сведочиле су о постојању трудноће. Адвокат породице Дуарте је на ово одговорио подсећањем на то да Ева није могла да има децу због хистеректомије. Нађене су и Евине слике из новина, сликане у том периоду. На основу тих слика није се могло утврдити постојање трудноће.
```

Суд одбија да затражи утврђивање материнства због недостатка доказа.
Да се о Еви још увек мисли, говори и чињеница да је пре неколико година, у Аргентини је покренута петиција да се Ева ексхумира и сахрани поред Перона. Петицију су подржали и многи политичари.

## Утицај на уметност
Живот и смрт Еве Перон били су инспирација многим уметницима. Написано је више романа, прича, песама па чак и стрипова на ову тему.Снимљено је више од седам филмова од којих и један анимирани, неки од познатијих су: “Бесмртна Ева Перон” Луиса Цезара Амадорија (из 1952. године) и “Ева не спава” Пабла Агвера (из 2015. године), такође је написано више позоришних комада. Осим позоришних постоји и много музичких комада посвећених Еви Перон, најпознатији је мјузикл Ендруа Лојда Вебера и Тима Рајса под називом “Евита”. Мјузикл је 1996. године екранизован, режирао га је Алан Паркер, а у улози Еве Перон нашла се певачица Мадона. Остала је упамћена и песма “Не плачи за мном, Аргентино”, такође из мјузикла “Евита”, која се често изводи и на концертима класичне музике.
У Аргентини постоји шест меморијалних музеја, најпосећенији је Музеј Евита, у Буенос Аиресу. Отворила га је Кристина Алварез Родригез, унука Евине сестре Бланке, 26. јула 2002. године. Налази се у кући коју је 1948. године купила ”Фондација Ева Перон” и претворила у привремени смештај за жене и децу без прихода. Изложбе посвећене бившој првој дами Аргентине одржавају се широм света, изложба “Ева Перон, амбасадорка мира” одржана је у Вијетнаму и Русији, а “Госпођа Перон” у Француској.
Данас сваки већи град у Аргентини има споменик посвећен Еви Перон. Највећи је на  четрдесет и девету годишњицу смрти, открила тадашња аргентинска председница Кристина Фернандез де Киршнер. Налази се на згради министарства социјалног развој, месту испред којег је 1951. године објавила да повлачи своју кандидатуру за потпредседницу. Висок је тридесет један, а широк двадесет и четири метра, рађен је по узору на портрет Че Геваре у Хавани. Један од споменик се налази у Хавани и представља поклон Републике Аргентине народу Републике Кубе.
Лик Еве Перон често се налазио на поштанским маркама, а јула 2012. године постала је прва жена чији се лик нашао на некој од аргентинских новчаница након што је у платни промет пуштена новчаница Од сто пезоса са њеним ликом.
Пошто свака политичка партија у Аргентини, да би обезбедила већи број радних места, производи своје пиво, једно од пива Јустицијалистичке партије понело је назив “Евита Перон”.